# Man's Not Hot
Man's Not Hot je píseň britského komika a rappera Michaela Deepaha, kterou jako první vydal pod jménem Big Shaq v září 2017. Na Youtube se píseň objevila až na konci října 2017. Píseň Man's Not Hot dosáhla na 6. příčku nejlepších písní ve Velké Británii a na YouTube ji zhlédlo více než 200 milionů lidí.